# Allan Lalín
Allan Lalin (ur. 5 stycznia 1981 w Tegucigalpie) – honduraski piłkarz występujący na pozycji napastnika.

## Kariera piłkarska

### Kariera klubowa
Karierę piłkarską rozpoczął w Honduras Salzburg w 2003. Potem występował w Victoria La Ceiba i Atlético Olanchano. W 2005 został piłkarzem Real España San Pedro Sula. W sezonie 2005/2006 ligi honduraskiej strzelił 5 bramek, co dało mu 8 pozycję w klasyfikacji strzelców. Razem ze swoim zespołem zdobył mistrzostwo kraju w sezonie 2006/2007. W sezonie 2007/2008 w lidze honduraskiej strzelił dla swojego klubu tylko 3 bramki. Pierwszego gola zdobył 27 października 2007 roku w przegranym 1:3 meczu z Olimpią. W 2009 wyjechał za ocean, gdzie grał w azerskim Xəzər Lenkoran. Po dwóch latach powrócił do Real España San Pedro Sula. Na początku 2013 zasilił skład greckiego Niki Wolos, a latem przeniósł się do cypryjskiego Nea Salamina Famagusta.

### Kariera reprezentacyjna
W reprezentacji Hondurasu debiutował w 2006 roku.